# Microrregión de Varginha
La microrregión de Varginha es una de las  microrregiones del estado brasileño de Minas Gerais perteneciente a la mesorregión  sur y Sudoeste de Minas. Su población fue estimada en 2006 por el IBGE en 446.905 habitantes y está dividida en dieciséis municipios. Posee un área total de 7.599,369 km².

## Municipios
- Boa Esperança
- Campanha
- Campo do Meio
- Campos Gerais
- Carmo da Cachoeira
- Coqueiral
- Elói Mendes
- Guapé
- Ilicínea
- Monsenhor Paulo
- Santana da Vargem
- São Bento Abade
- São Thomé das Letras
- Três Corações
- Três Pontas
- Varginha

- Datos: Q2455651